# آلساندرو اسپزیالتی
آلساندرو اسپزیالتی (ایتالیایی: Alessandro Spezialetti؛ زادهٔ ۱۴ ژانویهٔ ۱۹۷۵) دوچرخه‌سوار اهل ایتالیا است. وی در تور دو فرانس و جیرو دیتالیا شرکت کرده است.